# Avelãs de Caminho
Avelãs de Caminho ist ein Ort und eine Gemeinde in der Mittelregion von Portugal.

## Geschichte
Erstmals erwähnt wird der Ort von den Römern als Region Avellanum an der Mündung des Rio da Serra, zu Zeiten des ersten römischen Kaisers Augustus.
Die heutige Ortschaft entstand vermutlich im Zuge der Neubesiedlungen während der Reconquista. Im 10. Jahrhundert ist sie als Avelanas vermerkt, im 12. Jahrhundert als Avelanas de Susanas und im nächsten Jahrhundert als Avelanis de Jusanis.
König D. Manuel gab dem Ort als Avelãs do Caminho am 13. November 1514 Stadtrechte und machte ihn zum Sitz eines Kreises. Seither trägt der Ort den Titel einer Kleinstadt (Vila).
Der Ort war auch Schauplatz einer kleinen Episode während der Napoleonischen Kriege auf der Iberischen Halbinsel. Einen Tag nach der Schlacht bei Buçaco vom 27. September 1810 traf die geschlagene französische Armee unter Marschall André Masséna auf der Suche nach der königlichen Verbindungsstraße (Estrada Real) erst in Avelãs de Caminho auf jene Straße, um auf ihr nach Süden in Richtung der Linien von Torres Vedras zu marschieren.
Im Zuge der Verwaltungsreformen nach der Liberalen Revolution 1822 wurde der Kreis 1836 aufgelöst. Seither ist Avelãs de Caminho eine Gemeinde im Kreis Anadia.

## Verwaltung
Avelãs de Caminho ist eine Gemeinde (Freguesia) im Kreis (Concelho) von Anadia, im Distrikt Aveiro. In der Gemeinde leben 1294 Einwohner (Stand 19. April 2021).
Folgende Ortschaften liegen in der Gemeinde:
- Avelãs de Caminho
- Moinho Novo
- Moinhos da Quebrada

## Gemeindepartnerschaft
Mit der französischen Gemeinde Saint-Même-les-Carrières besteht eine Partnerschaft.